# The Amityville Horror (película de 1979)
The Amityville Horror (titulada: Terror en Amityville en España, Satanic y El horror de Amityville para el estreno en cines y lanzamiento en DVD en México y Aquí vive el horror en Argentina) es una película estadounidense de terror sobrenatural de 1979 escrita por Sandor Stern y dirigida por Stuart Rosenberg. Está basada en el libro homónimo de Jay Anson, inspirado en hechos reales y es la primera película de la saga de la casa embrujada de Amityville.
La película fue un éxito de público a pesar de que fue muy denostada por los críticos de la época. Fue nominada a un Premio Oscar a la Mejor Banda Sonora Original por el compositor Lalo Schifrin y Margot Kidder también obtuvo una nominación al Premio Saturn a la Mejor Actriz. En 2005 se produjo una nueva versión.

## Argumento
La trama de la película se centra en la familia Lutz, compuesta por George Lutz, Kathy Lutz y sus tres hijos. La familia decide mudarse a una hermosa casa en Amityville, que han comprado un precio muy bajo debido a un trágico suceso ocurrido allí anteriormente. Sin embargo, pronto comienza a suceder cosas extrañas y perturbadoras en la casa, lo que lleva a la familia a experimentar fenómenos paranormales ya cuestionar su cordura.
La película comienza con la escena del asesinato de la familia DeFeo, que anteriormente había vivido en la casa. Ronald DeFeo Jr., el hijo mayor, asesina a sus padres ya sus cuatro hermanos mientras duermen. Después de esta introducción, la película se enfoca en la familia Lutz, quienes se mudan a la casa un año después de los asesinatos.
A medida que pasan los días, George y Kathy comienzan a notar extraños sucesos en la casa. Hay presencias invisibles, se escuchan ruidos inquietantes, los objetos se mueven solos y los eventos paranormales se intensifican. Además, George experimenta cambios drásticos en su personalidad y se vuelve cada vez más agresivo y distante.
Pronto, un sacerdote llamado el Padre Delaney visita la casa para bendecirla, pero es atacado por fuerzas sobrenaturales y sufre una experiencia aterradora. Esto lleva a la familia a buscar ayuda adicional y contratan a un equipo de parapsicólogos para investigar la casa. Los parapsicólogos también son testigos de fenómenos inexplicables y advierten a la familia de la presencia de una entidad maligna en la casa.
A medida que los sucesos paranormales se vuelven cada vez más peligrosos, la familia Lutz decide abandonar la casa para protegerse. Escapan justo a tiempo, dejando atrás la mayoría de sus pertenencias. La película concluye con un epílogo que muestra cómo la casa queda vacía y sugiere que el mal sigue presente en ella, listo para afectar a futuros inquilinos.

## Reparto
- James Brolin - George Lutz
- Margot Kidder -	Kathy Lutz
- Rod Steiger -	Padre Delaney
- Don Stroud -	Padre Bolen
- Murray Hamilton -	Padre Ryan
- John Larch -	Padre Nuncio
- Natasha Ryan- Amy
- K.C. Martel -	Greg
- Meeno Peluce - Matt
- Michael Sacks - Jeff
- Helen Shaver - Carolyn
- Amy Wright -	Jackie
- Val Avery -	Sgt. Gionfriddo
- Irene Dailey -	Tía Helena
- Marc Vahanian -	Jimmy
- Elsa Raven -	Sra. Townsend